# Concordia-Subglazialsee
Der Concordia-Subglazialsee ist ein 900 km² großer und bis zu 250 m tiefer subglazialer See im ostantarktischen Wilkesland. Er liegt 800 bis 900 m unter dem Meeresspiegel und ist von 4000 bis 4100 m dicken Eismassen überdeckt.
Entdeckt wurde der See im Dezember 1999. Sein Name leitet sich von der nahegelegenen Station Dome Concordia ab.